# Тхакба (озеро)
Озеро Тхакба або Восховище Тхакба (в'єт. Hồ Thác Bà) — водосховище на річці Тяй (притока Ло, притока Хонгхи) в провінції Єнбай на півночі В’єтнама, утворене ГЕС Тхакба у 1960-х роках. Тхакба — це назва водоспадів (в'єт. thác Bà — водоспад Ба), які існували на місці дамби до того як її побудували.
Водосховище розташовано у 160 кілометрах на північний захів від Ханоя та простягається на приблизно 80 кілометрів з північного заходу на південний схід. Площа водного дзеркала 235 км². На водосховищі налічується 1331 острів, а горбисті береги складені вапняками та вкриті лісами. Створення цього водосховища змінило клімат західної частини провінції зі спекотного і посушливого на більш помірний.

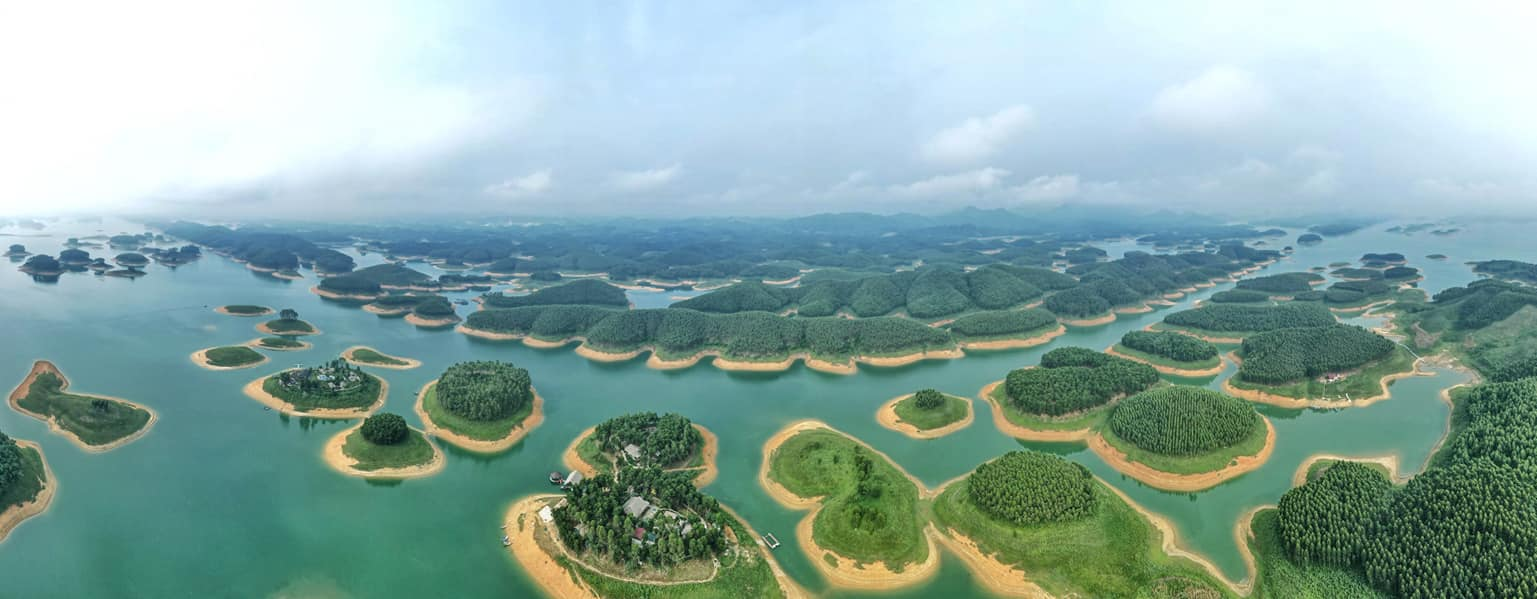
Панорамний вид на озеро Тхакба